# Liparometra
Liparometra is een geslacht van haarsterren uit de familie Mariametridae.

## Soorten
- Liparometra articulata (Müller, 1849)
- Liparometra grandis (A.H. Clark, 1908)
- Liparometra regalis (Carpenter, 1888)